# Boomerang (modelo de Vekoma)

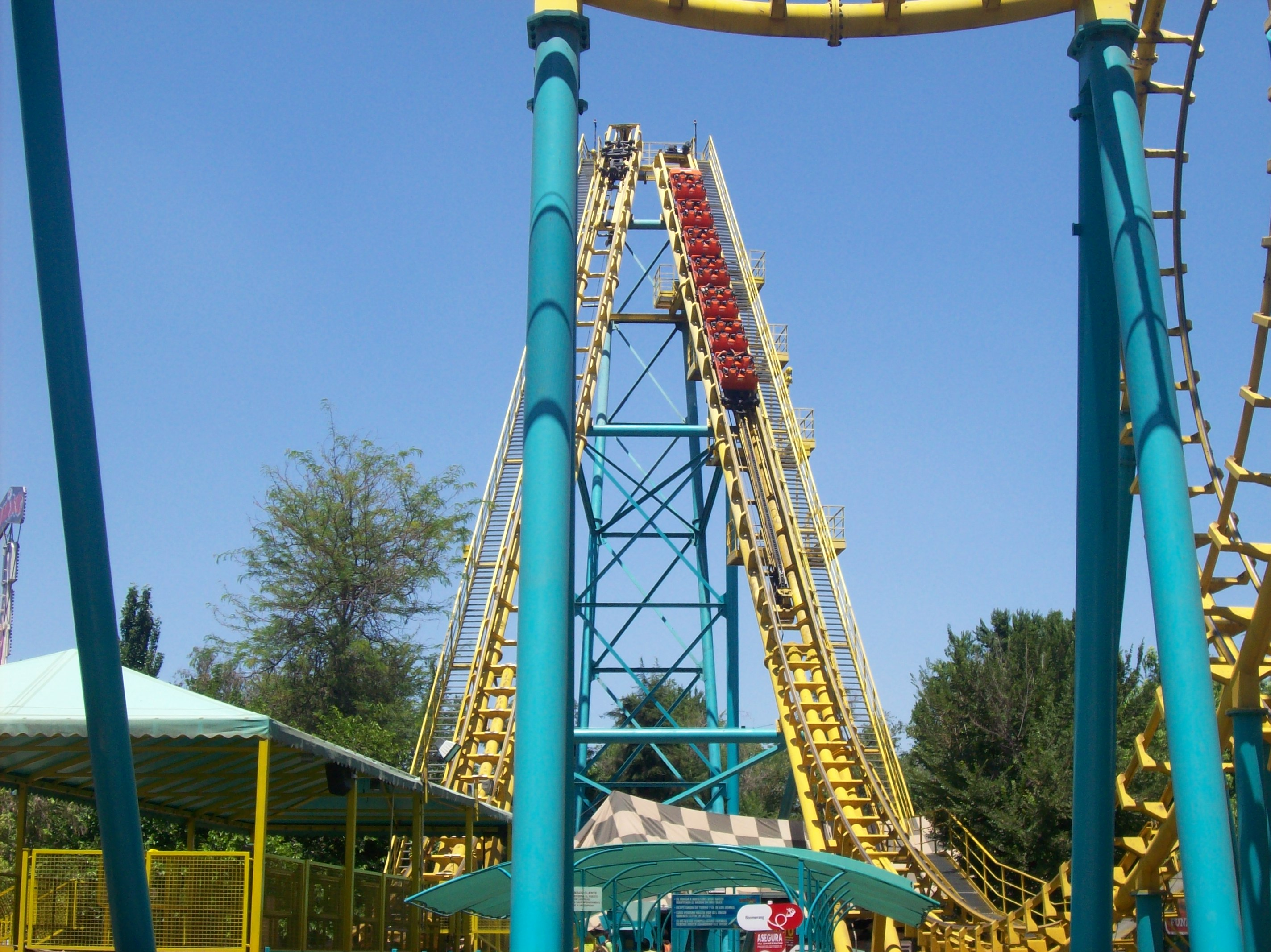
Boomerang en el parque de diversiones chileno Fantasilandia.

Boomerang es un modelo de montaña rusa construida por Vekoma. La primera Boomerang comenzó a funcionar en 1984 en un recinto ferial en Puebla y actualmente opera en Six Flags México, en la Ciudad de México, y se ha convertido desde entonces en uno de los modelos de montañas rusas más repetidos en el mundo, con 53 Boomerangs, en todo el mundo, o sus variantes, funcionando en el año 2024, y otras 2 en "no funcionamiento permanente". Otros 9 parques de atracciones han operado este diseño, pero la montaña rusa, desde entonces se ha demolido o desmantelado y vendido a otro parque. La última boomerang en ser montada es la de “Trans Studio Cibubur” en Indonesia que fue inaugurada el 14 de mayo del 2021.

## Diseño y operación
Boomerang consta de un solo tren con siete carros y es capaz de transportar 28 pasajeros. El viaje comienza cuando el tren retrocede hacia el lugar más alto de una colina, antes de ser soltado. Después de ser soltado, el tren pasa por la estación, entra en un elemento conocido como  “Cobra roll” (llamado “boomerang” por los diseñadores), y luego viaja a través de un bucle vertical. Al salir del bucle, el tren asciende hasta una segunda colina, que está en ángulo de modo que las dos colinas, al unirse en la cima, forman una "V" invertida. Una vez el tren es remolcado hasta la parte superior de la colina, se suelta, viajando hacia atrás a través de la montaña rusa antes de regresar a la estación. 
Las montañas rusas Boomerang de vez en cuando se han estancado, a menudo en el elemento “Cobra roll” (Boomerang). Como medida de precaución, muchas Montañas Rusas Boomerang, incluidos los nuevos modelos de "Gran Boomerang Invertido", están construidas con una plataforma de acceso justo debajo del Cobra Roll.

## Variantes de diseños

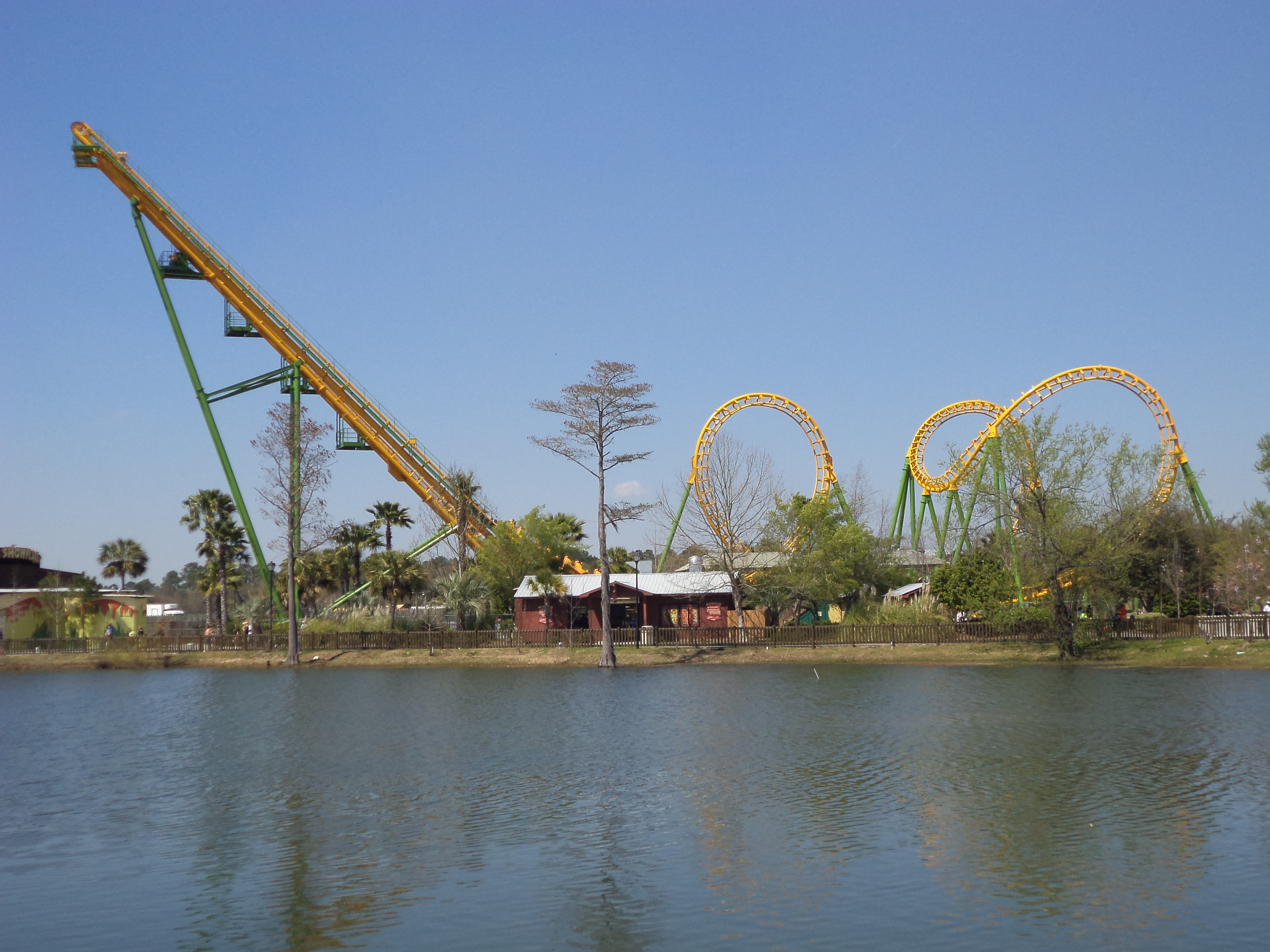
Aventuras salvajes, 16 de marzo de 2013

Existen cuatro  variantes de diseño basado en el diseño de Boomerang, también producido por Vekoma.

### Invertigo
La primera variante de la Boomerang fue Invértigo, que manteniendo el mismo diseño de Boomerang, es una Montaña Rusa Invertida. Además, las dos filas de asientos de cada coche son espaldas con espaldas, a fin de que los corredores en la parte de atrás de cada fila de carros se enfrenten a los de la parte delantera del coche rastrero. Primero operó en 1997, a partir del 2006 hay 4 Invertigos en operación y un nuevo parque ha operado anteriormente esta Montaña Rusa, pero más tarde se desmontó y se vendió. Un ejemplo del diseño Invertigo, es Face/Off instalada en el Parque de Atracciones de Kings Island.

### Gran Boomerang Invertido
El diseño conocido como Gran Boomerang Invertido o Super Invertigo. Mantiene un diseño similar al Boomerang pero de mayor tamaño, además la pista alcanza una inclinación totalmente vertical de 90° por lo que se experimenta una caída libre de 54 metros. La pista se cruza en el medio y la estación se encuentra justo debajo del Vertical Loop. El tren tiene 8 coches de cuatro personas cada uno con los de los extremos más retirados y atrasados.
La empresa americana Six Flags compró cuatro de estas montañas rusas a la empresa constructora Vekoma por unos 20 millones de euros cada una. Las GIB (Gigant Inverted Boomerang) fueron instaladas en Six Flags Over Georgia en Georgia, Six Flags Great America de Chicago y Six Flags Magic Mountain de California en el año 2001 con el nombre de Déjà Vu. Al poco de instalarlas se comenzaron a notar problemas en el funcionamiento, por lo que Vekoma, la empresa fabricante, rediseñó algunos elementos antes de instalar una (Stunt Fall)en el Parque Warner de Madrid.
Uno de los problemas más importantes es que el tren, cuando hace el recorrido marcha atrás, puede quedarse parado en el valle del Cobra Roll en determinadas condiciones de viento, debido a que el tren pierde velocidad al pasar antes por el Loop. Debido a esto se construyó en todas las atracciones un andamio demasiado pequeño que permite evacuar a la gente en caso de que el tren se quede parado ahí. Además, en los tres primeros modelos el sistema de sujeción de los pasajeros tuvo que ser remodelado, ya que en la primera caída libre los pasajeros se quejaban de una gran presión en el pecho al caer sobre el ciere.
Las Deja Vu de Six Flags Great America y Six Flags Over Georgia fueron retiradas y vendidas a Silvergood Theme Park con el nombre de Aftershock y Mirabilandia en Brasil en construcción.
Pese a que al diseño y funcionamiento se le considera un fracaso del fabricante, es una de las montañas rusas más espectaculares del mundo, por lo que Vekoma ha diseñado un nuevo modelo parecido solventando estos problemas que todavía no ha sido colocado en ningún parque.

### Boomerang Familiar
Introducido en 2011 por Drayton Manor este modelo está enfocado en una demográfica familiar ya que este no contiene inversiones ni movimientos de alta intensidad.
A 2024 es el segundo modelo boomerang más vendido detrás del original con 29 instalaciones operativas y 7 en construcción.

### Super Boomerang
Introducido en 2023 por “ Fantawild Wonderland ” en Jiangsu, China es una versión actualizada del modelo original.
Los pasajeros experimentarán Micro gravedad al revés a 30 metros sobre el suelo, una caída retorcida de 180° y un retroceso Zero-G de alta velocidad a la torre vertical. El tren se detiene y se recorre el camino en reversa.